# Самбург
Са́мбург (нен. Сампарка) — село в Пуровском районе Ямало-Ненецкого автономного округа России. 

## География
Расположено за полярным кругом, в 233 км к северу от районного центра г. Тарко-Сале и в 507 км к востоку от г. Салехарда.
Самый северный и отдалённый населённый пункт Пуровского района.
В 43 км к северу находится урочище (бывший посёлок) Пяси-Надо.

## Этимология
Русское название села произошло от нен. сампарка, что дословно не переводится, но трактуется в двух вариантах: «с высоты птичьего полета» или «движение мутных вод реки».

## История
В 1937 году в Самбурге началось интенсивное строительство: начальная школа, совхозная контора, образовывается медпункт.
В 1992—1993 годы в селе установлена 4-х канальная радиостанции «Малютка». Благодаря этому в отдаленном селе появляется возможность предоставлять междугороднюю связь, открывается первый переговорный пункт. В 1993 году транслируется первая передача местного телевидения МУП ТРК «Луч»..
С 2004 до 2020 гг. образовывало сельское поселение село Самбург, упразднённое в связи с преобразованием муниципального района в муниципальный округ.

## Население
| 1989  | 2002  | 2010  | 2011  | 2012  | 2013  |
| ----- | ----- | ----- | ----- | ----- | ----- |
| 1636  | ↗1665 | ↗1922 | ↘1915 | ↗1919 | ↗1926 |
| 2014  | 2015  | 2016  | 2017  | 2018  | 2019  |
| ↗1937 | ↗1974 | ↗1996 | ↗2001 | ↗2003 | ↗2027 |
| 2021  |       |       |       |       |       |
| ↗2976 |       |       |       |       |       |

Общая численность населения составляет 2149 человек из них 1727 человека — представители коренных малочисленных народов Севера (на 01.01.2018).

## Улицы
Уличная сеть
- ул. Вануйто
- ул. Набережная
- ул. Подгорная
- ул. Почтовая
- ул. Шафеева
- ул. Речная
- ул. Южная
- ул. Ненецкая
- ул. Геофизиков
- ул. Совхозная
- ул. Производственная

## Инфраструктура
- Сельскохозяйственный производственный кооператив «Пуровский». Образован в 2000 году в результате реорганизации сельскохозяйственного предприятия совхоз «Пуровский»[3].
- Школа-интернат среднего общего образования. Основана в 1937 году.
- Электростанция ПЭ-6.